# Pieter van As
Pieter van As (Rotterdam, 25 januari 1899 – Leusderheide (gemeente Leusden), 29 december 1942) was een Nederlandse verzetsstrijder tijdens de Tweede Wereldoorlog.
Van As, verzetsnaam "Piet", was haltewachter bij het openbaar vervoer te Rotterdam. Al sinds het begin van de oorlog begint hij samen met zijn broer Gerrit van As met verzetsactiviteiten in de verzetsgroep "Leeuwengarde". Ze begonnen al kort na de capitulatie met het verzamelen van militaire gegevens en wapens en richtten in het station Bergweg, waar Pieter werkte, een geheime wapenbergplaats in. In het najaar van 1940 vormden ze de verzetsgroep die later opging in de Leeuwengarde, waarvan zijn broer Gerrit en Ph. W. Masselman de leiders waren.
De groep werd waarschijnlijk verraden door een infiltrant. De eerste arrestaties vinden plaats op 21 augustus 1941. Op 31 maart 1942 wordt zijn broer Gerrit gearresteerd en van 16 november tot 27 november 1942 vindt diens proces plaats in het Huis van Bewaring in de Gansstraat te Utrecht. Van As zelf wordt op 9 april 1942 ook opgepakt. Hij wordt overgebracht naar Kamp Amersfoort. Van de in totaal 80 arrestanten worden er op 29 december 1942 dertien gefusilleerd op de Leusderheide in Amersfoort waaronder de gebroeders Van As. Aan Pieter is in 1946 postuum het Verzetskruis toegekend. Het lichaam van zijn broer is herbegraven op 1 december 1945 op de begraafplaats Crooswijk, vak CC nummer 3536. Van As werd begraven op de Leusderheide en op 1 december 1945 ook herbegraven op de Gemeentelijke Algemene Begraafplaats Crooswijk in Rotterdam.